# Igor Indruch
Igor Indruch (* 27. listopadu 1967, Valašské Meziříčí) je český překladatel z angličtiny, spisovatel a nakladatel.
Vydal romány Děti mrtvol (Votobia 1995) o osudech svých vrstevníků v období kolem sametové revoluce a Mozkodlab: Fifíkovská variace (vlastním nákladem Krupun Trog, Lanškroun 1999), postmoderní parafráze knihy Výchova dívek v Čechách Michala Viewegha.
V roce 2020 založil nakladatelství Igor Indruch, v němž působí jako vydavatel a editor. V témže roce jako první svazek edice Everlife vydal společně s nakladatelstvím A VIRTÙ RESEARCH & TECHNOLOGIES knihu Michala Egera Egiho milý deníček.[nenalezeno v uvedeném zdroji]
Igor Indruch vystupuje jako lektor vlastních workshopů, v nichž spojuje informace o aktuálních událostech na literární scéně s analýzami literárních děl a editorskými službami pro účastníky, což jsou zpravidla autoři a zájemci o literaturu.[nenalezeno v uvedeném zdroji] Je autorem glos a fejetonů, v nichž se z pozice insidera zabývá českým literárním provozem. Publikuje také osobní vzpomínky ("memoárky") na dětství ve Valašském Meziříčí, které určilo jeho další životní a umělecké směřování.
Žije ve Valašském Meziříčí, má tři děti, pracuje jako technický překladatel na volné noze.

## Dílo
- Děti mrtvol, 1994 Votobia, 2021 Nakladatelství Igor Indruch
- Mozkodlab, 1999 Krupun Trog
- Buď rád, že nic nemáš, 2021 Nakladatelství Igor Indruch

## Překlady
1991–4 Victoria Publishing, 1994–6 Votobia
- Jediná šance, Bill Adams, Cecil Brooks, Votobia
- Darkhorse, Geoffrey Giuliano, Votobia
- Blackbird, Geoffrey Giuliano, Votobia
- Miluj svůj život – pracovní kniha, Louise L.Hay, Votobia
- Limitní situace, Louise L. Hay, Votobia
- Tvé srdce – tvá planeta, Harvey Diamond, Votobia
- Mistr těch, kteří vědí: Ezra Pound, James Laughlin, Votobia
- Sexus, Henry Miller, Votobia
- Plexus, Henry Miller, Votobia
- Nexus, Henry Miller, Votobia
- Pro blázny smrt, Mario Puzo, Votobia
- Kosti a svaly zenu, Paul Reps, Votobia
- Kámen Medusy, Jack Du Brul, BB Art 2005
- Náhlá smrt, David Rosenfelt, BBArt
- Nic neříkej, Karen Rose, BBArt
- Buďte tím, kým chcete být, Marshall Goldsmith, Mark Reiter, MP
- Ego je váš nepřítel, Ryan Holiday, MP